# 斯利平布法羅 (蒙大拿州)
斯利平布法羅（英語：Sleeping Buffalo）是位於美國蒙大拿州菲利普斯縣的普查規定居民點。

## 人口
根據2020年美國人口普查的數據，斯利平布法羅的面積為0.49平方千米，當中陸地面積為0.48平方千米，而水域面積為0.01平方千米。當地共有人口12人，而人口密度為每平方千米24.49人。